# Шнековая гидротурбина

Шнековая турбина (винт Архимеда)

Шнековая турбина — гидродинамическая турбина, которая используется для преобразования потенциальной энергии водного потока во вращательное движение собственно турбины. По использованию схожа с водным колесом, имеет гораздо более высокую эффективность. Турбина состоит из ротора в форме винта Архимеда, вращающегося в полукруглом жёлобе. Вода течет в жёлобе и своим весом давит на лопасти турбины, которая, в свою очередь, вращает генератор, соединённый с верхним концом турбины через редуктор. С нижнего конца турбины вода вытекает свободно.

## История

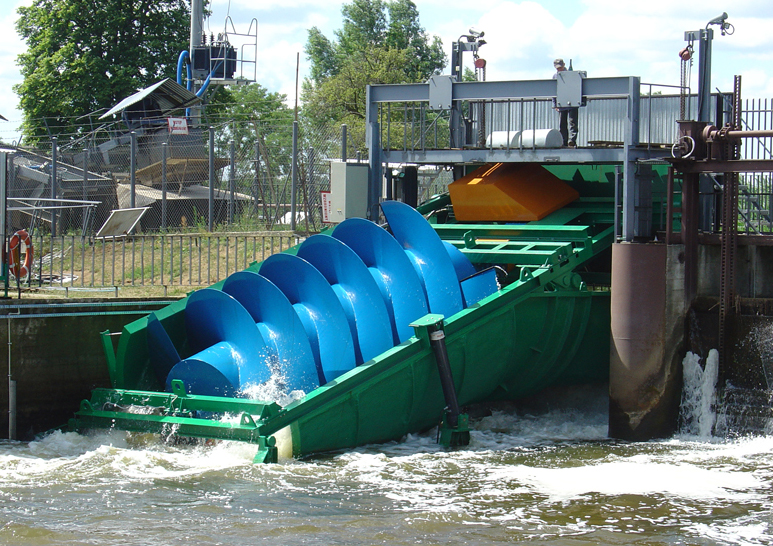
Шнековая турбина на мини ГЭС в м. Горынь, Польша

Использование винта (в качестве водоподъёмного механизма) было предложено Архимедом из Сиракуз (287—212 до н. э.). В 1819 году французский инженер Клод Луи Мари Анри Навье предложил использовать шнек Архимеда в качестве водяного колеса. В 1922 Уильям Мёршер запатентовал гидродинамическую шнековую турбину в Америке. В 1990-х инженер Карел — Август Радлик (1912—2001) и профессор Карел Брада разработали идею использования винта Архимеда в качестве гидротурбины. Первая модель турбины была протестирована в Праге в 1995 и 1996. В 1997 году чешская компания SIGMA г. Границе, под руководством инженера Карела-Августа Радлика и профессора Карела Брада, представила первый прототип шнека Архимеда, который позже был установлен в г. Obere Schlägweidmühle, Германия. Многочисленные шнековые турбины установлены на малых ГЭС в Европе. В Польше первая шнековая турбина Архимеда была установлена чешской компании GESS — CZ, s. r. o. , г. Границе, в июне 2011 года на реке Радомка в гмине Jastrzębia pod Radomilem.

## Применение
Шнековая турбина Архимеда применяется на реках с относительно низким перепадом уровня (от 1 м до 10 м) и с низким расходом воды (до примерно 10 м3/сек на одну турбину). Благодаря медленному движению лопастей турбина считается безопасной для водной фауны, в частности для рыб. Шнековые турбины Архимеда могут быть использованы на гидроэлектрических станциях в тех местах, где есть жёсткие требования к оборудованию касающиеся охраны окружающей среды.